# 그레이트 홀

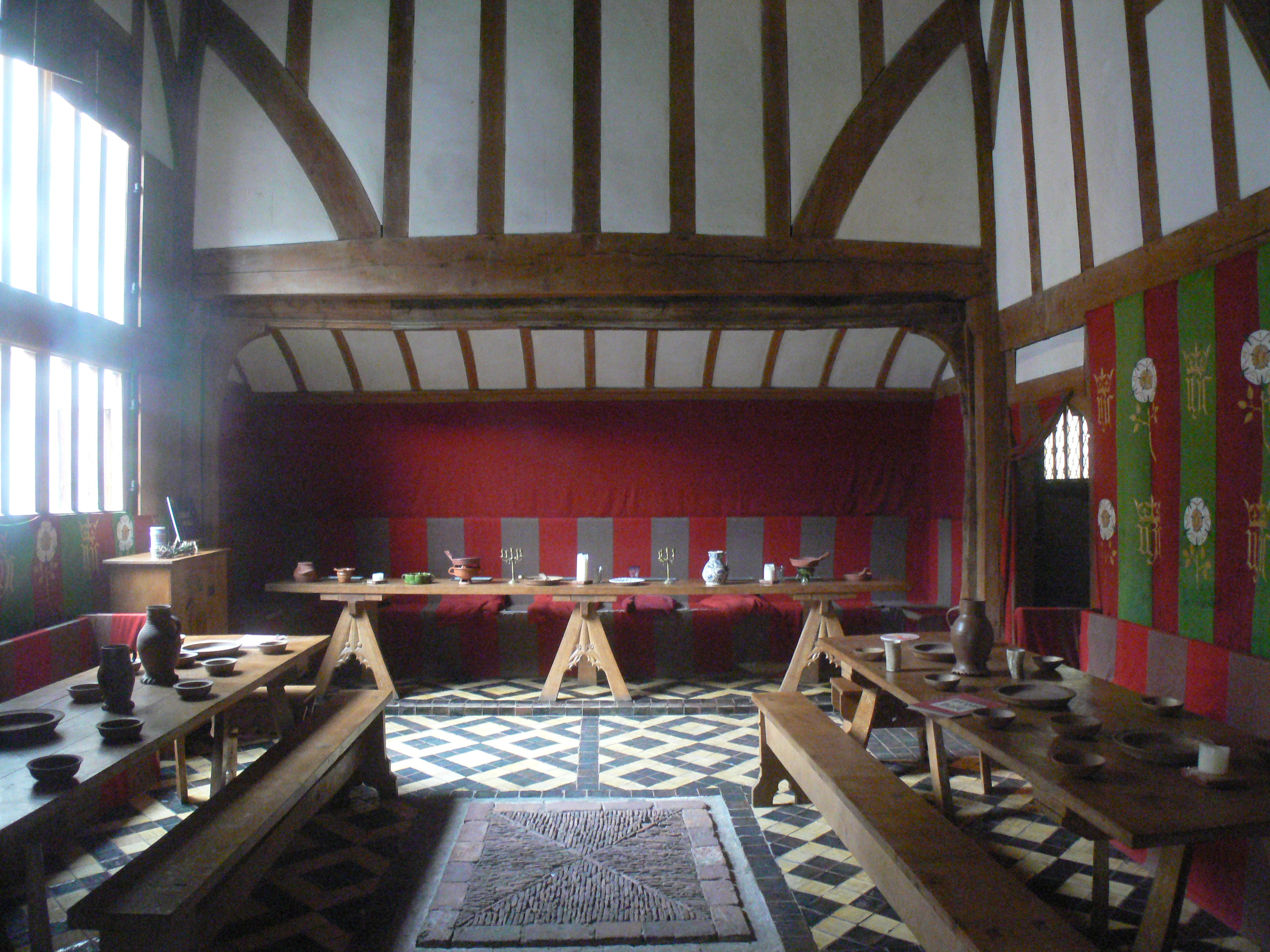
1483년경 그레이트 홀의 모습을 재현하기 위해 복원된 요크 보리 홀.

그레이트 홀(영어: Great hall)은 중세 후기의 홀이다. 중세에는 왕궁, 성 또는 대형 매너하우스 또는 홀하우스의 메인 룸으로 사용되었으며, 16세기와 17세기 초에는 컨트리 하우스 안에 건설되어 가족들의 숙식을 해결하는 그레이트 챔버로 사용되었다. 그 당시 "그레이트(Great)"라는 단어는 단순히 큰 의미였고 우수하다는 현대적인 의미를 얻지 못했다. 중세 시대에는 건물에 2차 홀이 없는 한 단순히 "홀"이라고 불렸지만, 수세기 동안 이러한 형태로 살아남은 방을 중세 시대 이후의 집에서 발견된 다른 유형의 홀과 구별하기 위해서 그레이트 홀이라는 단어가 우세하게 사용된다. 그레이트 홀은 주로 프랑스, 잉글랜드 및 스코틀랜드에서 나타나며 다른 유럽 국가에서도 비슷한 방들이 발견된다.
전형적인 그레이트 홀은 너비의 1.5배에서 3배 사이의 직사각형 방으로, 너비보다 높았다. 한쪽 끝에 스크린 통로를 통해 들어갔고, 종종 큰 퇴창을 포함하여 긴 쪽 중 하나에 창문이 있었다. 스크린 통로 위에 종종 민스트럴의 갤러리가 있었다. 홀의 다른 쪽 끝에는 높은 테이블이 놓인 상단이 있었다. 영주 가족들의 더 많은 개인실은 복도 끝 너머에 놓여 있었고 부엌, 술 저장실 및 식료품실은 스크린 통로 반대편에 있었다.
중세 후기까지는 왕족 및 귀족의 저택에 거실이 없었기 때문에 그레이트 홀은 손님을 맞이하거나 집주인, 그의 중산층 시중 및 적어도 일부 하인을 포함한 식솔들이 공동식사를 하는 다목적실로서 사용되었으며, 밤에는 가족 구성원 중 일부가 홀 바닥에서 잠을 잤다.
오늘날 케임브리지와 옥스퍼드 대학교 같은 몇몇 대학교에는 여전히 매일 식당으로 사용되는 중세 홀이 있으며, 최근에 설립된 수많은 학교와 기관에는 중세 그레이트 홀이나 수도원 건물을 기반으로 한 홀과 식당이 있다. 런던의 인즈 오브 코트와 리버리 컴퍼니즈도 마찬가지이다. "높은 테이블"(종종 스크린 통로에서 가장 먼 홀의 상단에 있는 작은 단이나 무대에 있음)에는 돈(대학에서)과 벤치의 마스터(법정의 여관에서)가 자리 잡고 있으며, 대학생이나 법정 여관에 머물던 변호사들은 높은 테이블에 직각으로 배치된 테이블에서 식사를 하고 홀의 몸체를 따라 내려 가면서 중세 가정, 수도원 또는 대학 가정의 계층적 배열을 유지한다.

## 구조적 특성

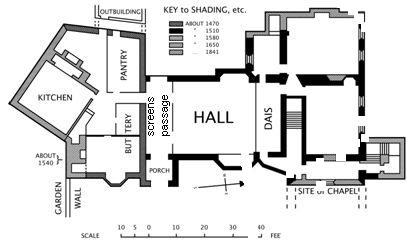
입구 현관에서 이어지는 스크린 통로를 포함한 호르함 홀 계획도.

스토크세이 성과 루들로우 성의 사례처럼 홀에는 원래 중앙 난로가 있었고 홀을 통해 지붕의 통풍구로 연기가 올라갔다. 나중에 굴뚝이 추가되고 궁전, 저택 또는 성에서 가장 큰 벽난로 중 하나가 생겼으며, 종종 내부에서 걸을 수 있을 만큼 충분히 컸다. 난로는 난방과 일부 요리에도 사용되었지만 더 큰 구조의 경우 중세 주방은 일반적으로 대부분의 요리를 위해 낮은 수준에 놓였다. 일반적으로 벽난로에는 돌이나 나무 조각이 있는 정교한 오버맨틀이 있거나 문장, 문장 모토(일반적으로 라틴어), 카리야티드 또는 기타 장식품이 포함될 수 있는 회반죽이 있다. 프랑스 저택의 상부 홀에서 벽난로는 일반적으로 매우 크고 정교했다. 일반적으로 그레이트 홀은 외부 벽의 창틀 몰딩뿐만 아니라 가장 아름다운 장식을 가지고 있다. 많은 프랑스 저택에는 복도를 비추는 커다란 멀리 언 창문에 매우 아름답게 장식된 외부 창틀이 있다. 이 장식은 창문을 영주의 개인 홀에 속한 것으로 분명히 표시했다. 손님이 자는 곳이기도 하였다.

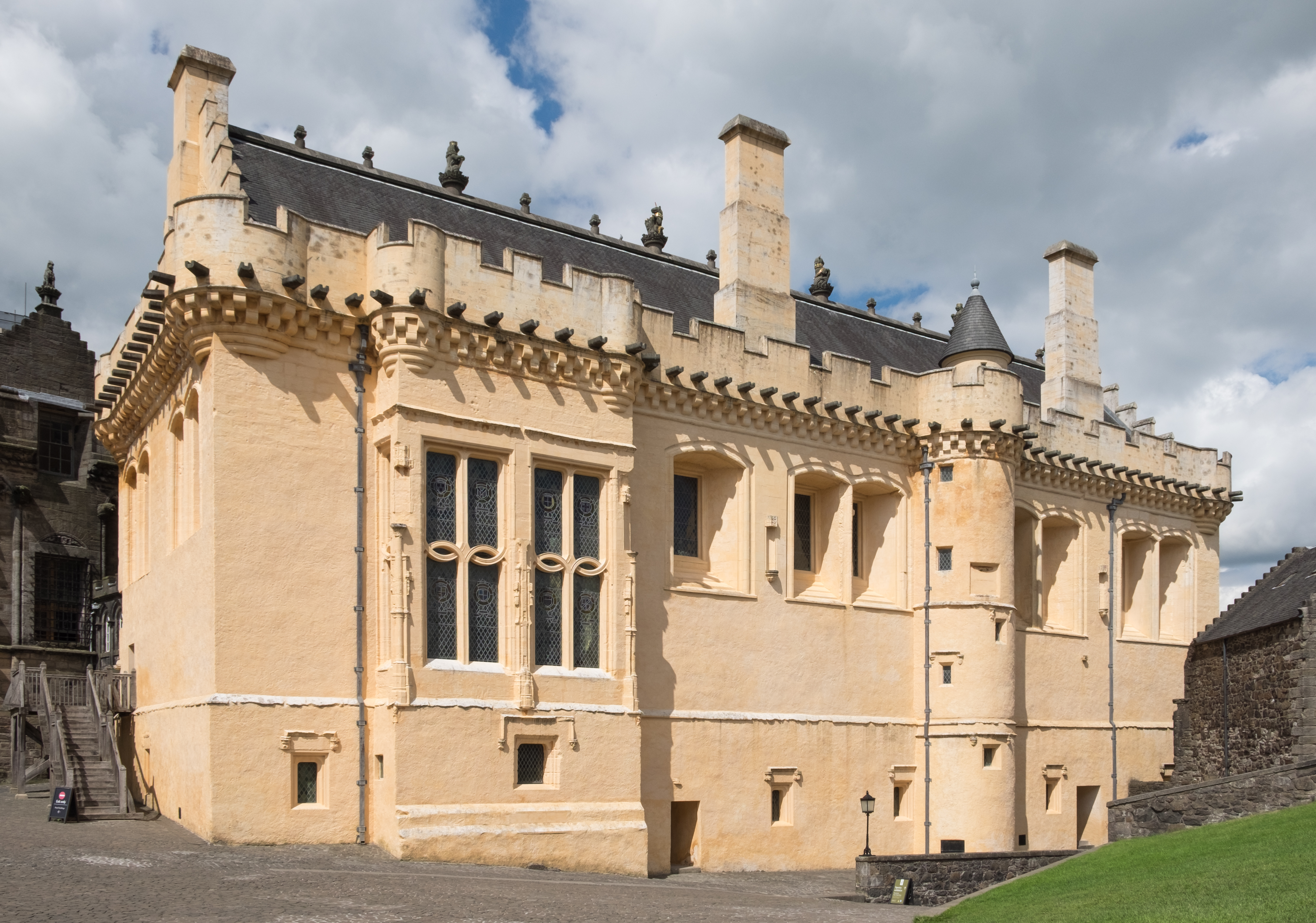
제임스 4세를 위해 지어진 스티릴링 성의 그레이트 홀. 큰 창문이 높은 테이블을 비추었다.

16세기 스코틀랜드에서는 홀에 6개의 일반 가구로 높은 테이블과 주요 좌석, 다른 사람을 위한 보조 탁자, 찬장과 은판, 종종 뿔로 만든 '하트 뿔'이라고 불리는 매달린 샹들리에, 장식용 무기(일반적으로 미늘창) 그리고 식사에 사용되는 천과 냅리 등이 있었다.
프랑스 서부에서는 초기 매너하우스가 중앙 1층 홀에 집중되었다. 나중에 영주와 그의 고위 손님을 위한 홀이 1층으로 옮겨졌다. 이것은 살레 하우트 또는 위 홀(또는 "하이룸")이라고 불렀다. 더 큰 3층 저택 중 일부에서는 상부 홀이 2층 지붕만큼 높았다. 더 작은 1층 홀이나 살레베이스는 남아 있었지만 모든 사회 계층의 손님을 맞이하기 위한 것이었다. 노르망디와 브르타뉴의 더 큰 매너하우스에서 이 두 개의 홀이 겹쳐져 있는 경우가 매우 일반적이다. 1층 홀에서 상부 (그레이트) 홀로의 접근은 일반적으로 외부 계단 타워를 통해 이루어졌다. 상부 홀에는 종종 영주의 침실과 한쪽 끝에 거실이 있었다.
때때로 그레이트 홀에는 조기 청취 장치 시스템이 있어 위의 영주의 침실에서 대화를 들을 수 있다. 스코틀랜드에서는 이러한 장치를 laird 's lug라고 한다. 많은 프랑스의 매너하우스에는 영주가 홀에서 일어나는 일을 관찰 할 수 있는 작은 구멍이 있다. 이러한 유형의 숨겨진 엿보기 구멍을 프랑스어로 '유다'라고 한다.

## 쇠퇴
15세기부터 홀은 전통적인 기능의 대부분을 보다 전문화된 방으로 넘겨주었다. 먼저 가족과 손님은 그레이트 챔버와 응접실로 옯겨갔고, 하인의 경우 서번트 홀(주로 다락방이나 지하실)로 옮겨가 그곳에서 식사와 잠자리를 해결하였다.
16세기 후반에 그레이트 홀은 그 목적을 잃기 시작했다. 왕실에서 중앙집권화가 증가한다는 것은 사회적 지위가 좋은 사람들이 자신의 보호를 받기 위해 영주의 봉사에 참여하는 경향이 적어진다는 것을 의미했으며, 따라서 내부 귀족 가정의 규모가 줄어들었다. 주인과 하인 사이의 사회적 격차가 커지면서 가족은 보통 1층 개인실에서 살게 되었다. 사실, 하인은 일반적으로 귀족과 같은 계단을 사용하여 초기에 더 큰 성의 그레이트 홀에 접근하는 것이 허용되지 않았으며 하인의 계단은 여전히 무찰스 성과 같은 장소에 존재했다. 컨트리 하우스의 다른 리셉션과 거실은 점점 더 많아지고 전문화되고 중요해졌다.
17세기 후반, 18세기 및 19세기 컨트리하우스와 궁전의 홀은 단순히 현관으로서 다른 곳으로 이동하기 위해 통과하는 용도 및 크리스마스, 춤, 또는 배우들의 투어링 회사가 공연할 때와 같이 대규모 엔터테인먼트 기능을 위해 존재할 뿐 거주용으로는 사용되지 않았다. 17세기 후반에 가장 큰 주택에 연회장과 전용 음악실이 부착되면서 이러한 기능도 상실되었다.
19세기 후반과 20세기 초반에 그레이트 홀 컨셉의 부활이 있었는데, 토레스비 홀 같은 이 시기의 일부 주택에는 더 넓은 중세 시대의 일부로 연회와 접대(하인을 위한 식사 또는 수면 장소가 아님)에 사용되는 그레이트 홀이 있었다.

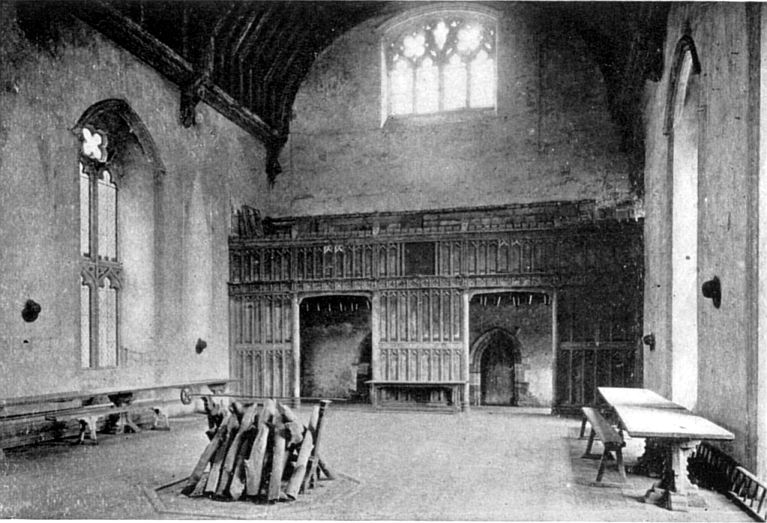
14세기 중반 펜츄러스트궁의 그레이트 홀은 두 개의 큰 직사각형 출입구가 뚫린 스크린 통로를 바라보고 있다. 고딕 양식의 아치형 출입구는 서비스 구역, 부엌, 버터리 및 팬트리로 이어진다.

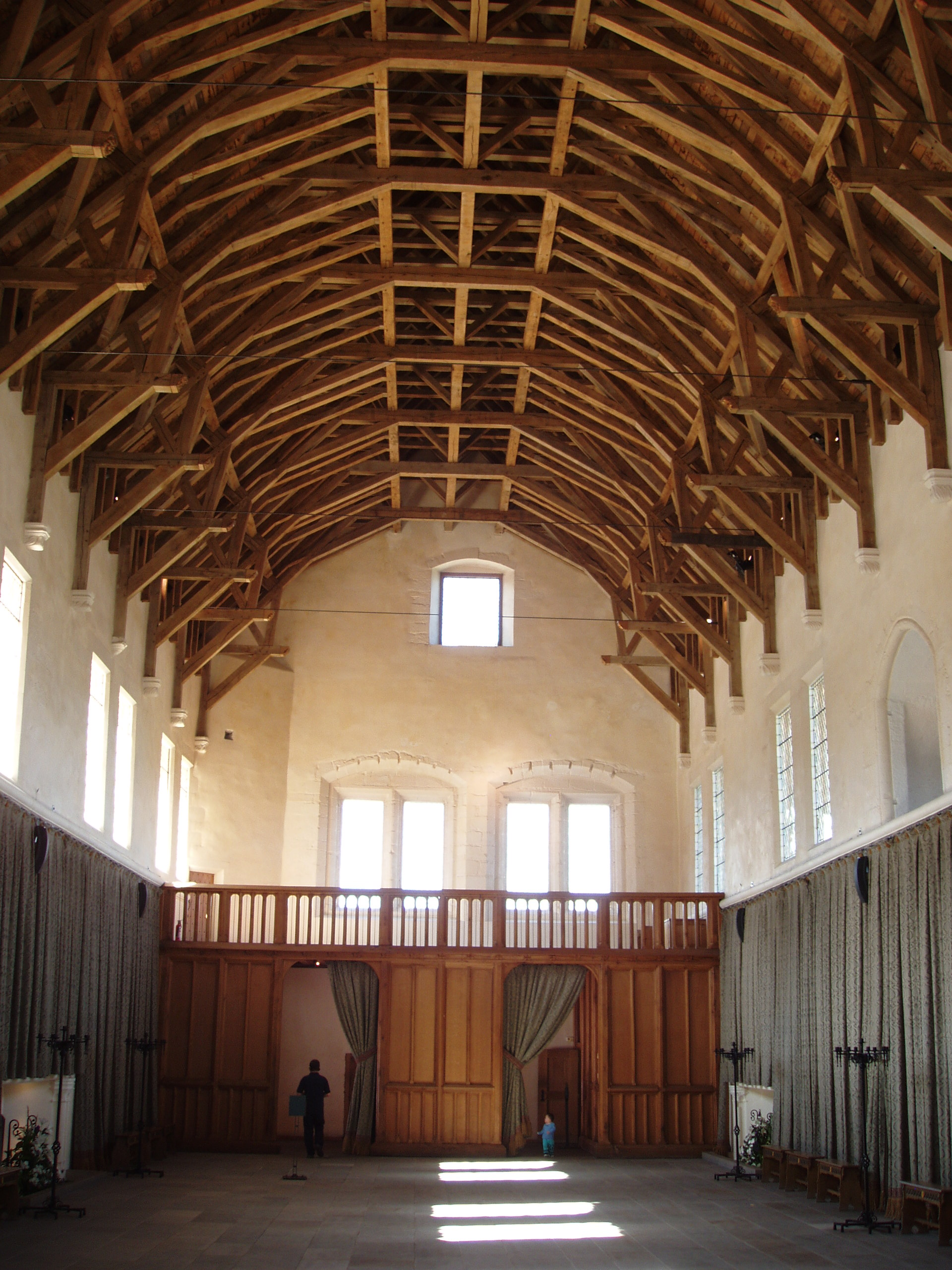
스코틀랜드의 스털링 성 그레이트 홀.

오늘날 많은 그레이트 홀이 살아남았다. 살아남은 두 개의 매우 큰 왕실 홀은 웨스트민스터 홀과 프라하성의 블라디슬라브 홀이다. 잉글랜드 켄트의 펜츄러스트궁은 14세기의 양식을 약간 변경했다. 잉글랜드, 웨일스 및 스코틀랜드에서 16세기와 17세기 초에 살아남은 홀은 무수히 많다. 예를 들어 잉글랜드의 엘담궁, 롱리트, 디네파크, 버글레이 하우스와 웨일스의 보디스갈른 홀, 스코틀랜드의 다르나웨이 성, 무찰스 성 및 크라테스 성 등이 있으며, 폐허가 된 사례로는 특히 린릴트고우궁(스코틀랜드)의 지붕이 없는 홀이 있다.

## 대중매체
- 해리 포터 시리즈에 나오는 호그와트의 그레이트 홀은 식사, 잔치, 어셈블리 및 시상식의 장소이다.[6]
- 윈체스터 성의 그레이트 홀은 영국 역사에서 중요한 장소이다. 그것은 월터 롤리의 재판과 블러디 어사이즈의 부분적인 장소였으며 잘 보존된 아서 왕 전설의 원탁 모방품을 포함하고 있다.

## 같이 보기
- 태피스트리
- 미드 홀
- 모트 홀